# Elecciones estatales del Sarre de 2022
Las elecciones estatales del Sarre de 2022 se llevaron a cabo el 27 de marzo de 2022 para elegir a los miembros del Parlamento Regional del Sarre.

## Antecedentes
El gobierno actual es una coalición de la Unión Demócrata Cristiana (CDU) y el Partido Socialdemócrata (SPD) encabezada por el Ministro-Presidente Tobias Hans.

## Sistema electoral
El Parlamento Regional se elige por cinco años y su mandato comienza cuando se reúne por primera vez.
Los 51 miembros del Parlamento Regional son elegidos mediante representación proporcional de lista cerrada utilizando el método d'Hondt. 41 escaños se distribuyen en tres distritos electorales plurinominales, y los diez restantes a nivel estatal. Se aplica un umbral electoral del 5% de los votos válidos; los partidos que caen por debajo de este umbral no reciben escaños.

## Partidos participantes
Las candidaturas pudieron presentarse hasta el 20 de enero de 2022. Se debían presentar al menos 300 firmas de respaldo para una nominación de circunscripción. Este requisito se redujo posteriormente a 150 por circunscripción debido a la pandemia de COVID-19. Los partidos que estaban representados en el parlamento estatal o en el Bundestag no requerían de firmas de apoyo.
Se presentan un total de 18 partidos y agrupaciones electorales, 13 de ellos con propuestas de electorales distritales en las tres circunscripciones. Un partido o grupo electoral no puede ser elegido en una circunscripción si no tiene una nominación de circunscripción aprobada allí. La propuesta electoral estatal de la AfD fue retirada con efecto legal por los delegados designados por el partido, lo que provocó disputas internas dentro de la formación. Si un partido o grupo electoral no tiene una nominación estatal, los escaños se asignan a las nominaciones de circunscripción.
Los principales candidatos para las nominaciones estatales y del circunscripción son (en el orden de las papeletas):
| Partido/ Grupo electoral | Cabeza de lista estatal  | Cabezas de lista distritales | Cabezas de lista distritales | Cabezas de lista distritales |
| Partido/ Grupo electoral | Cabeza de lista estatal  | Distrito de Saarbrücken      | Distrito de Saarlouis        | Distrito de Neunkirchen      |
| ------------------------ | ------------------------ | ---------------------------- | ---------------------------- | ---------------------------- |
| CDU                      | Tobias Hans              | Peter Strobel                | Raphael Schäfer              | Stephan Toscani              |
| SPD                      | Anke Rehlinger           | Ulrich Commerçon             | Anke Rehlinger               | Sebastian Thul               |
| Die Linke                | Barbara Spaniol          | Birgit Huonker               | Dagmar Ensch-Engel           | Barbara Spaniol              |
| AfD                      | –                        | Josef Dörr                   | Carsten Becker               | Christoph Schaufert          |
| Grüne                    | Lisa Becker              | Anne Lahoda                  | Kiymet Göktas                | Lisa Becker                  |
| FDP                      | Angelika Hießerich-Peter | Roland König                 | Angelika Hießerich-Peter     | Marcel Mucker                |
| Familie                  | Albrecht Hauck           | Amon Gadell                  | Helmut Antis                 | Albrecht Hauck               |
| Piraten                  | Klaus Schummer           | –                            | Ralf Petermann               | Klaus Schummer               |
| Freie Wähler             | Uwe Kammer               | Nadine Puhl                  | Uwe Kammer                   | Axel Kammerer                |
| dieBasis                 | Hans-Theo Both           | Jörg Bur                     | Hans-Theo Both               | Ute Weisang                  |
| bunt.saar                | Werner Ried              | Undine Löhfelm               | Heike Hanson                 | Armin König                  |
| ÖDP                      | Claus Jacob              | –                            | Philipp-Noah Groß            | Claus Jacob                  |
| Die Humanisten           | Leonie Neu               | Fabian Grünewald             | –                            | –                            |
| Die PARTEI               | Michael Franke           | Michael Franke               | Jimmy Both                   | Christian Weber              |
| Gesundheitsforschung     | Maximilian Kirsch        | –                            | –                            | Maximilian Kirsch            |
| Tierschutzpartei         | Thomas Weber             | Klaus Stockum                | Pia Bauer                    | Thomas Weber                 |
| SGV                      | Claudia Wentz            | –                            | –                            | Claudia Wentz                |
| Volt Deutschland         | Sarah Hamm               | Sarah Hamm                   | Rainer Folz                  | Martin Duda                  |

## Candidatos

### CDU
En una reunión el 7 de noviembre de 2021 en Saarbrücken, el comité directivo y el grupo parlamentario de la Unión Demócrata Cristiana de Alemania (CDU) del Sarre validaron por unanimidad y como era de esperar la candidatura del ministro-presidente saliente y presidente regional de la CDU, Tobias Hans.

### SPD
En una conferencia programática del Partido Socialdemócrata de Alemania (SPD) organizada el 9 de octubre de 2021, el comité directivo regional y el grupo parlamentario nombraron por unanimidad a la viceministra-presidenta y ministra de Economía, Anke Rehlinger como líder para las próximas elecciones.

### Die Linke
Desde 2017, la rama de Die Linke en el Sarre se ha visto envuelta en una disputa entre Thomas Lutze, tesorero estatal de 2013 a 2017 y presidente desde 2019, y Oskar Lafontaine, líder parlamentario desde 2009. Lutze ha sido acusado de manipular elecciones internas del partido mediante la falsificación de documentos y el pago fraudulento de cuotas de afiliación. Las auditorías públicas de 2017 a 2020 y una revisión federal en 2021 no proporcionaron evidencia de irregularidades. La fiscalía de Saarbrücken inició una investigación sobre Lutze en marzo de 2021, pero el caso se abandonó en enero de 2022.
En mayo de 2021, el ejecutivo estatal solicitó que Lafontaine y la expresidenta estatal Astrid Schramm renunciaran al partido, acusándolos de ser "la fuerza impulsora detrás de la difamación interna que ha estado ocurriendo durante años a expensas del partido". Ellos rechazaron hacerlo. Después de las elecciones federales de septiembre, Lafontaine anunció que no buscaría la reelección al Parlamento Regional en las próximas elecciones estatales.
El 2 de noviembre de 2021, la vicepresidenta estatal Barbara Spaniol fue expulsada del grupo parlamentario de Die Linke, acusada de "apoyar los ataques públicos del presidente estatal contra el grupo". El 10 de noviembre, fundó el grupo parlamentario Saar-Linke con Dagmar Ensch-Engel, quien previamente había renunciado al grupo parlamentario del partido en 2018 después de enfrentar la presión del campo de Lafontaine. El 21 de noviembre, Spaniol fue elegida como la principal candidata de Die Linke para las elecciones estatales, obteniendo un 85,1% de apoyo.

### AfD
En enero de 2022, los administradores del partido retiraron la lista estatal de Alternativa para Alemania poco antes de que venciera el plazo para la presentación de candidatos. Dos miembros del ejecutivo estatal del partido cambiaron arbitrariamente a los fideicomisarios, quienes luego retiraron la lista. El presidente estatal, Christian Wirth, alegó que los cuatro miembros involucrados no apoyaron al candidato principal propuesto, Kai Melling. El partido todavía compite en los tres distritos electorales regionales, que en conjunto aportan 41 de los 51 miembros del Parlamento. Sin embargo, debido a la falta de una lista estatal, AfD no tiene un candidato principal.

### Verdes
El 7 de enero de 2022, la asamblea de delegados de la Alianza 90/Los Verdes (Grünen) invistió a Lisa Becker, concejala municipal de Blieskastel, como candidata principal del partido por 119 votos de 192, en detrimento del vicepresidente regional Kiymet Göktas, considerado cercano al ex copresidente regional Hubert Ulrich.

### FDP
El Partido Democrático Libre (FDP) convocó el 11 de diciembre de 2021 a los 120 miembros de su asamblea regional de delegados, que eligieron con el 82% a la empresaria y vicepresidenta regional del partido Angelika Hießerich-Peter como cabeza de lista a nivel estatal.

## Encuestas

### Por partido político
|                              |                   |      |         |         |        |       |       |       |       |       |      |      |  |  |  |  |  |  |  |  |  |
| Elecciones estatales de 2022 | 27 mar 2022       | —    | 28.5 19 | 43.5 29 | 2.6 0  | 5.7 3 | 5.0 0 | 4.8 0 | 1.7 0 | 1.4 0 | 1.8  | 15.0 |  |  |  |  |  |  |  |  |  |
|                              |                   |      |         |         |        |       |       |       |       |       |      |      |  |  |  |  |  |  |  |  |  |
| Infratest dimap              | 27 mar 2022       | –    | 27.5 16 | 43.0 26 | 2.7 0  | 5.5 3 | 5.5 3 | 5.0 3 | –     | –     | –    | 15.5 |  |  |  |  |  |  |  |  |  |
| Wahlkreisprognose            | 21–25 mar 2022    | 940  | 28      | 41      | 4      | 6.5   | 5     | 5.5   | –     | –     | 10   | 13   |  |  |  |  |  |  |  |  |  |
| Forschungsgruppe Wahlen      | 21–24 mar 2022    | 2375 | 28      | 41      | 4      | 6.5   | 5.5   | 5     | –     | –     | 10   | 13   |  |  |  |  |  |  |  |  |  |
| Wahlkreisprognose            | 15–18 mar 2022    | 978  | 30      | 38      | 3.5    | 6     | 5     | 5.5   | –     | –     | 12   | 8    |  |  |  |  |  |  |  |  |  |
| Forschungsgruppe Wahlen      | 15–17 mar 2022    | 1024 | 30      | 39      | 4      | 6     | 6     | 5     | –     | –     | 10   | 9    |  |  |  |  |  |  |  |  |  |
| INSA                         | 14–17 mar 2022    | 1000 | 31      | 39      | 4      | 6     | 5     | 5     | –     | –     | 10   | 8    |  |  |  |  |  |  |  |  |  |
| Infratest dimap              | 14–16 mar 2022    | 1421 | 31      | 37      | 4      | 6     | 5     | 5     | –     | 3     | 9    | 6    |  |  |  |  |  |  |  |  |  |
| Wahlkreisprognose            | 3–8 mar 2022      | 1219 | 30      | 35.5    | 5.5    | 8.5   | 7     | 6.5   | 1     | –     | 6    | 5.5  |  |  |  |  |  |  |  |  |  |
| Infratest dimap              | 8–12 feb 2022     | 1175 | 29      | 38      | 5      | 8     | 6     | 6     | –     | –     | 8    | 9    |  |  |  |  |  |  |  |  |  |
| Wahlkreisprognose            | 1–7 feb 2022      | 1504 | 33      | 34      | 5      | 7     | 6.5   | 6.5   | 4     | –     | 4    | 1    |  |  |  |  |  |  |  |  |  |
| INSA                         | 17–24 ene 2022    | 1002 | 30      | 35      | 7      | 7     | 8     | 6     | –     | –     | 7    | 5    |  |  |  |  |  |  |  |  |  |
| Wahlkreisprognose            | 15–24 dic 2021    | 1004 | 33.5    | 38      | 4      | 7     | 6     | 6     | 3     | –     | 2.5  | 4.5  |  |  |  |  |  |  |  |  |  |
| Infratest dimap              | 16–20 nov 2021    | 1165 | 28      | 33      | 6      | 9     | 8     | 8     | –     | –     | 8    | 5    |  |  |  |  |  |  |  |  |  |
| Wahlkreisprognose            | 2–11 nov 2021     | –    | 29      | 38      | 4.5    | 8     | 5     | 9     | 3     | –     | 3.5  | 9    |  |  |  |  |  |  |  |  |  |
| Elecciones federales de 2021 | 26 sep 2021       | —    | 23.6    | 37.3    | 7.2    | 10.0  | –     | 11.5  | 2.0   | –     | 8.5  | 13.7 |  |  |  |  |  |  |  |  |  |
| Wahlkreisprognose            | 14–22 jul 2021    | –    | 37      | 29      | 8      | 6     | 7.5   | 5     | –     | –     | 7.5  | 8    |  |  |  |  |  |  |  |  |  |
| INSA                         | 5–19 jul 2021     | 1048 | 36      | 27      | 7      | 6     | 9     | 7     | –     | –     | 8    | 9    |  |  |  |  |  |  |  |  |  |
| Wahlkreisprognose            | 18–25 may 2021    | –    | 24.5    | 21      | 11     | 9.5   | 17.5  | 7     | 5     | –     | 4.5  | 3.5  |  |  |  |  |  |  |  |  |  |
| INSA                         | 3–10 may 2021     | 1052 | 31      | 21      | 14     | 6     | 15    | 7     | –     | –     | 6    | 10   |  |  |  |  |  |  |  |  |  |
| Infratest dimap              | 2–7 nov 2020      | 1000 | 40      | 22      | 11     | 8     | 12    | 3     | –     | –     | 4    | 18   |  |  |  |  |  |  |  |  |  |
| Wahlkreisprognose            | 22–29 jun 2020    | –    | 45      | 33      | 5.5    | 4     | 6     | 3.5   | –     | –     | 5    | 12   |  |  |  |  |  |  |  |  |  |
| Wahlkreisprognose            | 10–22 abr 2020    | –    | 40.5    | 32.5    | 7      | 7     | 5     | 4.5   | –     | –     | 3.5  | 8    |  |  |  |  |  |  |  |  |  |
| INSA                         | 19 nov–2 dic 2019 | 1000 | 36      | 24      | 11     | 7     | 15    | 4     | –     | –     | 3    | 12   |  |  |  |  |  |  |  |  |  |
| Elecciones europeas de 2019  | 26 may 2019       | —    | 32.5    | 23.1    | 6.0    | 9.6   | 13.2  | 3.7   | 1.1   | –     | 12.0 | 9.6  |  |  |  |  |  |  |  |  |  |
| Infratest dimap              | 29 abr–6 may 2019 | 1000 | 37      | 25      | 12     | 8     | 11    | 4     | –     | –     | 3    | 12   |  |  |  |  |  |  |  |  |  |
| Infratest dimap              | 14–19 jun 2018    | 1000 | 35      | 26      | 12     | 15    | 6     | 4     | –     | –     | 2    | 9    |  |  |  |  |  |  |  |  |  |
| Elecciones federales de 2017 | 26 sep 2017       | —    | 32.4    | 27.1    | 12.9   | 10.1  | 6.0   | 7.6   | 0.8   | –     | 3.0  | 5.3  |  |  |  |  |  |  |  |  |  |
|                              |                   |      |         |         |        |       |       |       |       |       |      |      |  |  |  |  |  |  |  |  |  |
| Elecciones estatales de 2017 | 26 mar 2017       | —    | 40.7 24 | 29.6 17 | 12.8 7 | 6.2 3 | 4.0 0 | 3.3 0 | 0.4 0 | –     | 3.0  | 11.1 |  |  |  |  |  |  |  |  |  |

### Preferencia de Ministro-Presidente
| Encuestadora/Medio                                                     | Fecha          | Muestra |                   |                | Ninguno / no sabe | Dif. |     |    |    |   |    |
| Encuestadora/Medio                                                     | Fecha          | Muestra | HansCDU           | RehlingerSPD   | Ninguno / no sabe | Dif. |     |    |    |   |    |
| ---------------------------------------------------------------------- | -------------- | ------- | ----------------- | -------------- | ----------------- | ---- | --- | -- | -- | - | -- |
| Encuestadora/Medio                                                     | Fecha          | Muestra | Wahlkreisprognose | 21–25 mar 2022 | Ninguno / no sabe | Dif. | 940 | 33 | 59 | 8 | 26 |
| Forschungsgruppe Wahlen                                                | 21–24 mar 2022 | 2375    | 30                | 57             | 13                | 27   |     |    |    |   |    |
| Wahlkreisprognose                                                      | 15–18 mar 2022 | 978     | 31                | 55             | 14                | 24   |     |    |    |   |    |
| Forschungsgruppe Wahlen                                                | 15–17 mar 2022 | 1024    | 31                | 52             | 17                | 21   |     |    |    |   |    |
| Infratest dimap                                                        | 14–16 mar 2022 | 1421    | 33                | 49             | 18                | 16   |     |    |    |   |    |
| Wahlkreisprognose                                                      | 3–8 mar 2022   | 1219    | 35.5              | 49.5           | 15                | 14   |     |    |    |   |    |
| Wahlkreisprognose                                                      | 1–7 feb 2022   | 1504    | 43                | 46             | 11                | 3    |     |    |    |   |    |
| Wahlkreisprognose                                                      | 15–24 dic 2021 | 1004    | 42                | 44             | 14                | 2    |     |    |    |   |    |
| Infratest dimap Archivado el 28 de febrero de 2022 en Wayback Machine. | 16–20 nov 2021 | 1165    | 39                | 42             | 19                | 3    |     |    |    |   |    |
| Infratest dimap                                                        | 2–11 nov 2020  | 1000    | 52                | 32             | 16                | 20   |     |    |    |   |    |
| Infratest dimap                                                        | 8 may 2019     | 1000    | 39                | 37             | 24                | 2    |     |    |    |   |    |

### Competencias del partido
| Encuestadora/Medio      | Fecha         | Muestra | Categoría               |                                                                        |                |      |   |    |   | Otros / ninguno | Dif. |
| ----------------------- | ------------- | ------- | ----------------------- | ---------------------------------------------------------------------- | -------------- | ---- | - | -- | - | --------------- | ---- |
| Encuestadora/Medio      | Fecha         | Muestra | Categoría               | Infratest dimap Archivado el 28 de febrero de 2022 en Wayback Machine. | 16–20 nov 2021 | 1165 |   |    |   | Otros / ninguno | Dif. |
| Economía                | 27            | 33      | 3                       | Infratest dimap Archivado el 28 de febrero de 2022 en Wayback Machine. | 16–20 nov 2021 | 1165 | 5 | 2  | 8 | 18              | 6    |
| Educación               | 26            | 32      | 4                       | Infratest dimap Archivado el 28 de febrero de 2022 en Wayback Machine. | 16–20 nov 2021 | 1165 | 4 | 3  | 6 | 21              | 10   |
| Trabajo                 | 24            | 38      | 3                       | Infratest dimap Archivado el 28 de febrero de 2022 en Wayback Machine. | 16–20 nov 2021 | 1165 | 5 | 2  | 7 | 18              | 14   |
| Asilo                   | 24            | 26      | 4                       | Infratest dimap Archivado el 28 de febrero de 2022 en Wayback Machine. | 16–20 nov 2021 | 1165 | 9 | 6  | 3 | 23              | 2    |
| Cuidado de la salud     | 24            | 34      | 4                       | Infratest dimap Archivado el 28 de febrero de 2022 en Wayback Machine. | 16–20 nov 2021 | 1165 | 5 | 4  | 4 | 21              | 10   |
| Transporte              | 22            | 31      | 3                       | Infratest dimap Archivado el 28 de febrero de 2022 en Wayback Machine. | 16–20 nov 2021 | 1165 | 3 | 8  | 6 | 23              | 9    |
| Justicia social         | 15            | 42      | 11                      | Infratest dimap Archivado el 28 de febrero de 2022 en Wayback Machine. | 16–20 nov 2021 | 1165 | 5 | 3  | 3 | 18              | 27   |
| Medio ambiente          | 12            | 21      | 3                       | Infratest dimap Archivado el 28 de febrero de 2022 en Wayback Machine. | 16–20 nov 2021 | 1165 | 4 | 34 | 4 | 18              | 13   |
| Resolución de problemas | 24            | 35      | 3                       | Infratest dimap Archivado el 28 de febrero de 2022 en Wayback Machine. | 16–20 nov 2021 | 1165 | 5 | 3  | 4 | 20              | 11   |
| Infratest dimap         | 2–11 nov 2020 | 1000    | COVID                   | 55                                                                     | 14             | 2    | 2 | 2  | 0 | 22              | 41   |
| Infratest dimap         | 2–11 nov 2020 | 1000    | Seguridad nacional      | 49                                                                     | 13             | 5    | 8 | 2  | 1 | 20              | 36   |
| Infratest dimap         | 2–11 nov 2020 | 1000    | Economía                | 48                                                                     | 23             | 5    | 1 | 3  | 5 | 14              | 25   |
| Infratest dimap         | 2–11 nov 2020 | 1000    | Finanzas                | 44                                                                     | 15             | 7    | 2 | 2  | 2 | 26              | 29   |
| Infratest dimap         | 2–11 nov 2020 | 1000    | Trabajo                 | 40                                                                     | 29             | 8    | 2 | 2  | 4 | 13              | 11   |
| Infratest dimap         | 2–11 nov 2020 | 1000    | Cuidado de la salud     | 40                                                                     | 27             | 6    | 1 | 3  | 1 | 19              | 13   |
| Infratest dimap         | 2–11 nov 2020 | 1000    | Educación               | 34                                                                     | 26             | 8    | 1 | 5  | 3 | 20              | 8    |
| Infratest dimap         | 2–11 nov 2020 | 1000    | Integración             | 30                                                                     | 23             | 6    | 3 | 10 | 2 | 22              | 7    |
| Infratest dimap         | 2–11 nov 2020 | 1000    | Familia                 | 25                                                                     | 37             | 8    | 2 | 8  | 0 | 16              | 12   |
| Infratest dimap         | 2–11 nov 2020 | 1000    | Transporte público      | 20                                                                     | 25             | 6    | 0 | 22 | 1 | 22              | 3    |
| Infratest dimap         | 2–11 nov 2020 | 1000    | Justicia social         | 19                                                                     | 35             | 21   | 3 | 5  | 1 | 14              | 14   |
| Infratest dimap         | 2–11 nov 2020 | 1000    | Medio ambiente          | 13                                                                     | 11             | 3    | 1 | 57 | 1 | 12              | 44   |
| Infratest dimap         | 2–11 nov 2020 | 1000    | Resolución de problemas | 41                                                                     | 19             | 8    | 3 | 5  | 2 | 19              | 22   |

## Resultados

### Sumario general
|                      |                                                                                    |              |              |              |         |         |
| Partidos             | Partidos                                                                           | Voto popular | Voto popular | Voto popular | Escaños | Escaños |
| Partidos             | Partidos                                                                           | Votos        | %            | ±pp          | Total   | +/−     |
|                      |                                                                                    |              |              |              |         |         |
|                      | Partido Socialdemócrata de Alemania (SPD)                                          | 196,801      | 43.50        | +13.89       | 29      | +12     |
|                      | Unión Demócrata Cristiana de Alemania (CDU)                                        | 129,154      | 28.55        | –12.15       | 19      | –5      |
|                      | Alternativa para Alemania (AfD)                                                    | 25,719       | 5.68         | –0.49        | 3       | ±0      |
|                      |                                                                                    |              |              |              |         |         |
|                      | Alianza 90/Los Verdes (Grüne)                                                      | 22,598       | 5.00         | +0.99        | 0       | ±0      |
|                      | Partido Democrático Libre (FDP)                                                    | 21,618       | 4.78         | +1.52        | 0       | ±0      |
|                      | La Izquierda (Die Linke)                                                           | 11,689       | 2.58         | –10.26       | 0       | –7      |
|                      | Partido Ser Humano, Medio Ambiente y Protección de los Animales (Tierschutzpartei) | 10,391       | 2.30         | Nuevo        | 0       | ±0      |
|                      | Electores Libres (Freie Wähler)                                                    | 7,636        | 1.69         | +1.29        | 0       | ±0      |
|                      | Partido Democrático de Base de Alemania (dieBasis)                                 | 6,448        | 1.43         | Nuevo        | 0       | ±0      |
|                      | Bunt.saar (bunt.saar)                                                              | 6,216        | 1.37         | Nuevo        | 0       | ±0      |
|                      | El Partido (Die PARTEI)                                                            | 4,716        | 1.04         | Nuevo        | 0       | ±0      |
|                      | Partido de las Familias de Alemania (Familie)                                      | 3,836        | 0.85         | +0.02        | 0       | ±0      |
|                      | Volt Europa (Volt)                                                                 | 2,645        | 0.58         | Nuevo        | 0       | ±0      |
|                      | Partido Pirata de Alemania (Piraten)                                               | 1,318        | 0.29         | –0.45        | 0       | ±0      |
|                      | Partido Ecológico-Democrático (ÖDP)                                                | 613          | 0.14         | Nuevo        | 0       | ±0      |
|                      | SGV – Solidaridad, Justicia, Cambio (SGV)                                          | 412          | 0.09         | Nuevo        | 0       | ±0      |
|                      | Partido para la Investigación en Salud (Gesundheitsforschung)                      | 368          | 0.08         | Nuevo        | 0       | ±0      |
|                      | Partido de los Humanistas (Die Humanisten)                                         | 233          | 0.05         | Nuevo        | 0       | ±0      |
|                      |                                                                                    |              |              |              |         |         |
| Total                | Total                                                                              | 452,411      |              |              | 51      | ±0      |
|                      |                                                                                    |              |              |              |         |         |
| Votos válidos        | Votos válidos                                                                      | 452,411      | 98.76        | –0.04        |         |         |
| Votos inválidos      | Votos inválidos                                                                    | 5,702        | 1.24         | +0.04        |         |         |
| Votos emitidos       | Votos emitidos                                                                     | 458,113      | 61.38        | –8.34        |         |         |
| Abstenciones         | Abstenciones                                                                       | 288,194      | 38.62        | +8.34        |         |         |
| Votantes registrados | Votantes registrados                                                               | 746,307      |              |              |         |         |
|                      |                                                                                    |              |              |              |         |         |
| Fuente:              |                                                                                    |              |              |              |         |         |

| \| Voto popular \| Voto popular \| Voto popular \| Voto popular \| Voto popular \| \| ------------ \| ------------ \| ------------ \| ------------ \| ------------ \| \| \| \| \| \| \| \| SPD \| SPD \| \| 43.50 % \| 43.50 % \| \| CDU \| CDU \| \| 28.55 % \| 28.55 % \| \| AfD \| AfD \| \| 5.68 % \| 5.68 % \| \| Grüne \| Grüne \| \| 5.00 % \| 5.00 % \| \| FDP \| FDP \| \| 4.78 % \| 4.78 % \| \| Die Linke \| Die Linke \| \| 2.58 % \| 2.58 % \| \| Otros \| Otros \| \| 9.91 % \| 9.91 % \| |           |  |         |         |
| Voto popular |           |  |         |         |
| |           |  |         |         |
| SPD | SPD       |  | 43.50 % | 43.50 % |
| CDU | CDU       |  | 28.55 % | 28.55 % |
| AfD | AfD       |  | 5.68 %  | 5.68 %  |
| Grüne | Grüne     |  | 5.00 %  | 5.00 %  |
| FDP | FDP       |  | 4.78 %  | 4.78 %  |
| Die Linke | Die Linke |  | 2.58 %  | 2.58 %  |
| Otros | Otros     |  | 9.91 %  | 9.91 %  |

| \| Escaños \| Escaños \| Escaños \| Escaños \| Escaños \| \| ------- \| ------- \| ------- \| ------- \| ------- \| \| \| \| \| \| \| \| SPD \| SPD \| \| 56.86 % \| 56.86 % \| \| CDU \| CDU \| \| 37.25 % \| 37.25 % \| \| AfD \| AfD \| \| 5.88 % \| 5.88 % \| |     |  |         |         |
| Escaños |     |  |         |         |
| |     |  |         |         |
| SPD | SPD |  | 56.86 % | 56.86 % |
| CDU | CDU |  | 37.25 % | 37.25 % |
| AfD | AfD |  | 5.88 %  | 5.88 %  |

### Resultado por distrito
| Distrito    | Inscritos | Participación | CDU    | SPD    | Linke | AfD   | Grüne | FDP   | Otros  |
| ----------- | --------- | ------------- | ------ | ------ | ----- | ----- | ----- | ----- | ------ |
| Saarbrücken | 235.008   | 58,2 %        | 25,5 % | 43,6 % | 3,1 % | 5,4 % | 6,6 % | 5,6 % | 10,2 % |
| Saarlouis   | 228.026   | 62,2 %        | 28,8 % | 44,5 % | 2,3 % | 5,7 % | 3,9 % | 4,6 % | 10,2 % |
| Neunkirchen | 283.274   | 63,4 %        | 30,7 % | 42,6 % | 2,4 % | 5,9 % | 4,6 % | 4,3 % | 9,5 %  |

## Consecuencias
El ministro-presidente Tobias Hans admitió la derrota la noche de las elecciones y se atribuyó la responsabilidad del resultado. A pesar de la mayoría absoluta del SPD, Anke Rehlinger declaró que buscaría conversaciones exploratorias con la CDU y no descartó la posibilidad de una gran coalición reorientada. No obstante, luego Rehlinger desechó esa idea y expresó su intención de formar un gobierno en solitario.
Rehlinger fue elegida Ministra-Presidenta por el Parlamento Regional el 25 de abril, ganando 32 votos de los 51 emitidos.